# Jennie McAlpine
Jennie McAlpine es una actriz y comediante inglesa, conocida por interpretar a Fiz Stape en la serie Coronation Street.

## Biografía
Es hija de Tom McAlpine (un trabajador de la salud mental en "Manchester Mental Health Services"), Jennie tiene un hermano Thomas McAlpine. 
Jennie es de ascendencia escocesa, y desde los 17 años ha dedicado su tiempo a ayudar a niños con carencias en Egipto por medio del proyecto Thebes en Luxor.
Desde el 2005 sale con el gerente de restaurante Chris Farr, en mayo del 2014 la pareja anunció que estaban esperando a su primer bebé juntos. El 1 de diciembre del 2014 la pareja anunció que le habían dado la bienvenida a su primer hijo, Albert Farr. A principios del 2017 Jennie y Chris se casaron.
En abril del 2018 la pareja anunció que estaban esperando a su segundo bebé juntos.

## Carrera
Entre 1999 y el 2000 apareció como personaje invitado en tres episodios de la serie Emmerdale Farm, donde interpretó a la estudiante Michelle Morley.
El 20 de abril del 2001 se unió al elenco de la serie británica Coronation Street donde actualmente interpreta a Fiona "Fiz" Brown-Stape. Originalmente Fiz sólo iba a aparecer por cinco episodios, pero el éxito de su personaje hizo que su contrato fuera extendido y se convirtió en personaje habitual.
En diciembre del 2008 participó en el programa Who Wants to Be a Millionaire? junto con la actriz Samia Smith en donde ganó $50.000. El dinero ganado fue donado ha caridad, y Jennie donó su mitad a la caridad Mood Swings Network, encargada del cuidado de la salud mental.

## Filmografía

### Series de Televisión
| Año           | Título            | Personaje       | Notas           |
| ------------- | ----------------- | --------------- | --------------- |
| 2001-presente | Coronation Street | Fiz Stape       | 1,508 episodios |
| 2009          | Anonymous         | -               | tv serie        |
| 1999 - 2000   | Emmerdale Farm    | Michelle Morley | 3 episodios     |

### Apariciones
| Año  | Programa                       | Notas                           |
| ---- | ------------------------------ | ------------------------------- |
| 2010 | Loose Women                    | presentadora - episodio # 15.53 |
| 2008 | Who Wants to Be a Millionaire? | concursante                     |

## Premios y nominaciones
| Año  | Categoría                                         | Premio             | Serie             | Resultado |
| ---- | ------------------------------------------------- | ------------------ | ----------------- | --------- |
| 2013 | Best Actress                                      | British Soap Award | Coronation Street | Nominada  |
| 2013 | Best On-Screen Partnership (junto a Alan Halsall) | British Soap Award | Coronation Street | Nominados |
| 2008 | Best Soap Actress                                 | TV Quick Award     | Coronation Street | Nominada  |
| 2002 | Best Newcomer                                     | British Soap Award | Coronation Street | Ganó      |